# Lista de programas originais do Star (Disney+)
Star é um hub dentro do serviço de streaming Disney+ para conteúdo de televisão e filme destinado ao público em geral. O hub está disponível em um subconjunto de países onde a Disney+ opera. Os programas lançados exclusivamente na Star são marcados como Originais Star. Durante o Dia do Investidor da The Walt Disney Company de 2020, foi anunciado que o conteúdo das redes de propriedade da Disney, como Hulu e FX, estrearia exclusivamente na Star internacionalmente. Também foi anunciado que a Star iria produzir conteúdo local original que também será lançado com exclusividade na plataforma.

## Programação original

### Originais Star

#### Comédia
| Título         | Gênero                        | Estreia               | Temporadas               | Duração    | Região(ões) exclusiva(s) | Estado   |
| -------------- | ----------------------------- | --------------------- | ------------------------ | ---------- | ------------------------ | -------- |
| Wedding Season | Suspense de comédia romântica | 8 de setembro de 2022 | 1 temporada, 8 episódios | 30–41 min. | Todos os mercados        | Pendente |
| Extraordinary  | Comédia de super-heróis       | 25 de janeiro de 2023 | 1 temporada, 8 episódios | 27–32 min. | Todos os mercados        | Renovada |

#### Em idioma diferente do inglês

##### Coreano
| Título                              | Gênero                               | Estreia                                       | Temporadas                 | Duração    | Região(ões) exclusiva(s) | Estado                   |
| ----------------------------------- | ------------------------------------ | --------------------------------------------- | -------------------------- | ---------- | ------------------------ | ------------------------ |
| Outrun by Running Man               | Programa de variedades               | - 12 de novembro de 2021 - 2 de março de 2022 | 14 episódios               | 9–56 min.  | Todos os mercados        | Pendente                 |
| Rookie Cops                         | Dramédida policial de amadurecimento | 26 de janeiro de 2022                         | 16 episódios               | 54–63 min. | Todos os mercados        | Minissérie               |
| Grid                                | Thriller de mistério                 | 16 de fevereiro de 2022                       | 10 episódios               | 50–55 min. | Todos os mercados        | Minissérie               |
| Soundtrack #1                       | Musical/Drama romântico              | 23 de março de 2022                           | 4 episódios                | 44 min.    | Todos os mercados        | Renovada                 |
| Kiss Sixth Sense                    | Drama de fantasia romântico          | 25 de maio de 2022                            | 12 episódios               | 60–75 min  | Todos os mercados        | Minissérie               |
| The Zone: Survival Mission          | Variedades/Gameshow                  | 8 de setembro de 2022                         | 1 temporada, 8 episódios   | 54–57 min. | Todos os mercados        | Renovada                 |
| May It Please the Court             | Dramédia legal                       | 21 de setembro de 2022                        | 12 episódios               | 64–66 min. | Todos os mercados        | Minissérie               |
| Pink Lie                            | Programa de namoro                   | 5 de outubro de 2022                          | 1 temporada, 10 episódios  | 74–95 min. | Todos os mercados        | Pendente                 |
| Shadow Detective                    | Thriller policial                    | 26 de outubro de 2022                         | 8 episódios                | 55–62 min. | Todos os mercados        | Renovada                 |
| Revenge of Others                   | Thriller de mistério                 | 9 de novembro de 2022                         | 12 episódios               | 54–61 min. | Todos os mercados        | Minissérie               |
| Connect                             | Thriller policial de fantasia        | 7 de dezembro de 2022                         | 6 episódios                | 36–46 min. | Territórios selecionados | Minissérie               |
| Big Bet                             | Drama                                | 21 de dezembro de 2022                        | 2 temporadas, 16 episódios | 49–58 min. | Territórios selecionados | 2ª temporada em exibição |
| Super Junior: The Last Man Standing | Docussérie musical                   | 18 de janeiro de 2023                         | 2 episódios                | 49–50 min  | Todos os mercados        | Minissérie               |
| Call It Love                        | Melodrama                            | 22 de fevereiro de 2023                       | 16 episódios               | 71–73 min. | Territórios selecionados | Minissérie em exibição   |

##### Espanhol
| Título             | Gênero            | Estreia                                                                                   | Temporadas               | Duração    | Região(ões) exclusiva(s) | Estado     |
| ------------------ | ----------------- | ----------------------------------------------------------------------------------------- | ------------------------ | ---------- | ------------------------ | ---------- |
| Besos al aire      | Comédia romântica | - 26 de março de 2021 - 14 de julho de 2021 - 11 de agosto de 2021 - 6 de outubro de 2021 | 2 episódios              | 77–79 min. | Territórios selecionados | Minissérie |
| La última          | Drama             | 2 de dezembro de 2022                                                                     | 5 episódios              | 47–58 min. | Territórios selecionados | Minissérie |
| La chica invisible | Drama             | 15 de fevereiro de 2023                                                                   | 1 temporada, 8 episódios | 60 min.    | Espanha                  | Pendente   |

##### Francês
| Título                       | Gênero                        | Estreia               | Temporadas                 | Duração    | Região(ões) exclusiva(s) | Estado     |
| ---------------------------- | ----------------------------- | --------------------- | -------------------------- | ---------- | ------------------------ | ---------- |
| Oussekine                    | Drama                         | 11 de maio de 2022    | 4 episódios                | 55–65 min. | Todos os mercados        | Minissérie |
| Soprano: à la vie, à la mort | Docussérie biográfica musical | 15 de abril de 2022   | 1 temporada, 6 episódios   | 35 min.    | Todos os mercados        | Pendente   |
| Les Amateurs                 | Comédia de ação               | 19 de outubro de 2022 | 2 temporadas, 10 episódios | 30–42 min. | Todos os mercados        | Pendente   |

##### Italiano
| Título                | Gênero          | Estreia             | Temporadas               | Duração    | Região(ões) exclusiva(s) | Estado   |
| --------------------- | --------------- | ------------------- | ------------------------ | ---------- | ------------------------ | -------- |
| Le Fate Ignoranti     | Drama romântico | 13 de abril de 2022 | 1 temporada, 8 episódios | 41–60 min. | Todos os mercados        | Pendente |
| Aguardando lançamento |                 |                     |                          |            |                          |          |
| The Good Mothers      | Drama policial  | 5 de abril de 2023  | 1 temporada, 6 episódios | 60 min.    | Todos os mercados        | Pendente |

##### Japonês
| Título                        | Gênero                              | Estreia                | Temporadas                | Duração    | Região(ões) exclusiva(s) | Estado     |
| ----------------------------- | ----------------------------------- | ---------------------- | ------------------------- | ---------- | ------------------------ | ---------- |
| Because We Forget Everything  | Dramédia de mistério                | 14 de setembro de 2022 | 1 temporada, 10 episódios | 26–37 min. | Todos os mercados        | Pendente   |
| The Tatami Time Machine Blues | Anime de Mistério/Comédia romântica | 14 de setembro de 2022 | 6 episódios               | 21 min.    | Todos os mercados        | Minissérie |
| Gannibal                      | Thriller de terror                  | 28 de dezembro de 2022 | 7 episódios               | 33–49 min. | Todos os mercados        | Minissérie |

##### Mandarim
| Título               | Gênero                  | Estreia                | Temporadas                | Duração    | Região(ões) exclusiva(s) | Estado     |
| -------------------- | ----------------------- | ---------------------- | ------------------------- | ---------- | ------------------------ | ---------- |
| Women in Taipei      | Melodrama slice of life | 21 de setembro de 2022 | 11 episódios              | 43–53 min. | Todos os mercados        | Minissérie |
| Taiwan Crime Stories | Thriller psicológico    | 4 de janeiro de 2023   | 1 temporada, 12 episódios | 43–61 min. | Todos os mercados        | Pendente   |

##### Turco
| Título                | Gênero           | Estreia                                           | Temporadas               | Duração    | Região(ões) exclusiva(s) | Estado   |
| --------------------- | ---------------- | ------------------------------------------------- | ------------------------ | ---------- | ------------------------ | -------- |
| Kaçış                 | Thriller de ação | - 14 de junho de 2022 - 4 de janeiro de 2023      | 1 temporada, 8 episódios | 50–60 min. | Territórios selecionados | Pendente |
| Dünyayla Benim Aramda | Drama romântico  | - 14 de setembro de 2022 - 13 de dezembro de 2022 | 1 temporada, 8 episódios | 49–57 min. | Todos os mercados        | Pendente |
| Ben Gri               | Thriller         | 16 de novembro de 2022                            | 1 temporada, 8 episódios | 30–41 min. | Todos os mercados        | Pendente |

##### Outros
| Título                    | Gênero           | Estreia               | Temporadas               | Duração    | Região(ões) exclusiva(s) | Idioma   | Estado   |
| ------------------------- | ---------------- | --------------------- | ------------------------ | ---------- | ------------------------ | -------- | -------- |
| Dat ene woord - Feyenoord | Docussérie       | 1 de setembro de 2021 | 1 temporada, 9 episódios | 56–67 min. | Todos os mercados        | Holandês | Pendente |
| Aguardando lançamento     |                  |                       |                          |            |                          |          |          |
| Sam – A Saxon             | Drama biográfico | 26 de abril de 2023   | 7 episódios              | TBA        | Todos os mercados        | Alemão   | Pendente |

#### Co-produções
| Título         | Gênero                 | Parceiro/País                        | Estreia             | Temporadas                | Duração | Região(ões) exclusiva(s) | Idioma   | Estado     |
| -------------- | ---------------------- | ------------------------------------ | ------------------- | ------------------------- | ------- | ------------------------ | -------- | ---------- |
| Extreme Forest | Docu-reality de viagem | National Geographic e Line TV/Taiwan | 14 de maio de 2022  | 1 temporada, 12 episódios | 50 min. | Territórios selecionados | Mandarim | Pendente   |
| Small & Mighty | Dramédia legal         | Bilibili/China e Taiwan              | 15 de junho de 2022 | 26 episódios              | 30 min. | Todos os mercados        | Mandarim | Minissérie |
| Lost Man Found | Comédia dramática      | NHK BS Premium/Japão                 | 26 de junho de 2022 | 1 temporada, 10 episódios | 48 min. | Todos os mercados        | Japonês  | Pendente   |

#### Continuações
| Título               | Gênero                | Emissora anterior                 | Estreia               | Temporadas                | Duração    | Região(ões) exclusiva(s) | Idioma   | Estado   |
| -------------------- | --------------------- | --------------------------------- | --------------------- | ------------------------- | ---------- | ------------------------ | -------- | -------- |
| The John Dykes Show  | Talk show de esportes | Fox Sports Asia                   | 14 de janeiro de 2022 | 1 temporada, 27 episódios | 48–66 min. | Singapura e Hong Kong    | Inglês   | Pendente |
| Boris (4ª temporada) | Comédia               | Fox International Channels Itália | 26 de outubro de 2022 | 1 temporada, 6 episódios  | 30 min.    | Todos os mercados        | Italiano | Pendente |

### Distribuição internacional exclusiva

#### Drama
| Título                                | Gênero                                            | Emissora original                  | Estreia                                                                                | Temporadas                 | Duração    | Região(ões) exclusiva(s)                                                          | Estado                              |
| ------------------------------------- | ------------------------------------------------- | ---------------------------------- | -------------------------------------------------------------------------------------- | -------------------------- | ---------- | --------------------------------------------------------------------------------- | ----------------------------------- |
| Big Sky                               | Suspense criminal                                 | ABC                                | 23 de fevereiro de 2021                                                                | 2 temporadas, 34 episódios | 42–44 min  | Todos os mercados, exceto Canadá                                                  | Renovada                            |
| Godfather of Harlem                   | Drama criminal                                    | Epix                               | - 23 de fevereiro de 2021 - 12 de março de 2021                                        | 1 temporada, 10 episódios  | 55 min.    | Territórios selecionados                                                          | Renovada                            |
| Helstrom                              | Super-herói/Fantasia sombria                      | Hulu                               | 23 de fevereiro de 2021                                                                | 1 temporada, 10 episódios  | 44–55 min. | Todos os mercados                                                                 | Finalizada                          |
| The Hot Zone                          | Série de antologia                                | National Geographic                | 23 de fevereiro de 2021                                                                | 2 temporadas, 12 episódios | 44–47 min. | Territórios selecionados                                                          | Pendente                            |
| Love, Victor                          | Drama adolescente romântico                       | Hulu                               | 23 de fevereiro de 2021                                                                | 3 temporadas, 28 episódios | 24–34 min. | Todos os mercados                                                                 | Finalizada                          |
| Black Narcissus                       | Drama                                             | - FX - BBC One                     | 5 de março de 2021                                                                     | 3 episódios                | 57–60 min. | Todos os mercados, exceto Canadá, Austrália, Nova Zelândia, Reino Unido e Irlanda | Minissérie                          |
| Filthy Rich                           | Soap opera                                        | Fox                                | - 12 de março de 2021 - 2 de abril de 2021 - 23 de abril de 2021                       | 1 temporada, 10 episódios  | 41–44 min. | Territórios selecionados                                                          | Finalizada                          |
| Next                                  | Drama policial de ficção científica               | Fox                                | - 12 de março de 2021 - 3 de novembro de 2021                                          | 1 temporada, 10 episódios  | 43–45 min. | Territórios selecionados                                                          | Finalizada                          |
| A Teacher                             | Drama                                             | FX on Hulu                         | 23 de abril de 2021                                                                    | 10 episódios               | 21–29 min. | Territórios selecionados                                                          | Minissérie                          |
| Genius (3ª temporada)                 | Cinebiografia/Série de antologia                  | National Geographic                | - 30 de abril de 2021 - 4 de junho de 2021                                             | 1 temporada, 8 episódios   | 44-57 min. | Todos os mercados, exceto Canadá                                                  | Movida para o Disney+               |
| Rebel                                 | Comédia dramática legal                           | ABC                                | 28 de maio de 2021                                                                     | 1 temporada, 10 episódios  | 43 min.    | Todos os mercados, exceto Canadá                                                  | Finalizada                          |
| The Gloaming                          | Thriller sobrenatural/Drama criminal de mimstério | Stan                               | 11 de junho de 2021                                                                    | 1 temporada, 8 episódios   | 50–55 min. | Territórios selecionados                                                          | Renovada                            |
| The Walking Dead (11ª temporada)      | Apocalipse zumbi/Terror                           | AMC                                | 23 de agosto de 2021                                                                   | 1 temporada, 24 episódios  | 42–67 min. | Reino Unido, Itália e Irlanda                                                     | Finalizada                          |
| American Horror Stories               | Antologia de terror                               | FX on Hulu                         | - 25 de agosto de 2021 - 8 de setembro de 2021                                         | 2 temporadas, 15 episódios | 38–49 min. | Todos os mercados, exceto Austrália e Nova Zelândia                               | Pendente                            |
| Y: The Last Man                       | Ficção científica/Pós-apocalítico                 | FX on Hulu                         | 22 de setembro de 2021                                                                 | 1 temporada, 10 episódios  | 47–54 min. | Todos os mercados, exceto Canadá e Austrália                                      | Finalizada                          |
| American Horror Story (10ª temporada) | Antologia de terror                               | FX                                 | 20 de outubro de 2021                                                                  | 2 temporadas, 20 episódios | 35–58 min. | Territórios selecionados                                                          | Renovada                            |
| The Big Leap                          | Comédia dramática musical                         | FOX                                | - 27 de outubro de 2021 - 3 de novembro de 2021 - 1 de dezembro de 2021                | 1 temporada, 11 episódios  | 40–45 min. | Territórios selecionados                                                          | Finalizada                          |
| The Premise                           | Série de antologia                                | FX on Hulu                         | 3 de novembro de 2021                                                                  | 1 temporada, 5 episódios   | 29–32 min. | Territórios selecionados                                                          | Finalizada                          |
| Dopesick                              | Drama                                             | Hulu                               | 12 de novembro de 2021                                                                 | 8 episódios                | 57–63 min. | Todos os mercados                                                                 | Minissérie                          |
| Queens                                | Drama musical                                     | ABC                                | - 24 de novembro de 2021 - 19 de janeiro de 2022                                       | 1 temporada, 13 episódios  | 35 min.    | Territórios selecionados                                                          | Finalizada                          |
| Our Kind of People                    | Drama                                             | FOX                                | - 15 de dezembro de 2021 - 16 de fevereiro de 2022                                     | 1 temporada, 12 episódios  | 44 min.    | Territórios selecionados                                                          | Finalizada                          |
| The Chi                               | Drama                                             | Showtime                           | 12 de janeiro de 2022                                                                  | 4 temporadas, 40 episódios | 46–58 min. | Territórios selecionados                                                          | Renovada                            |
| Pam & Tommy                           | Drama biográfico                                  | Hulu                               | 2 de fevereiro de 2022                                                                 | 8 episódios                | 43–51 min. | Territórios selecionados                                                          | Minissérie                          |
| Promised Land                         | Drama                                             | - ABC - Hulu                       | - 2 de março de 2022 - 4 de maio de 2022                                               | 1 temporada, 10 episódios  | 42 min.    | Territórios selecionados                                                          | Finalizada                          |
| Wu-Tang: An American Saga             | Drama                                             | Hulu                               | 2 de março de 2022                                                                     | 2 temporadas, 20 episódios | 41–58 min. | Canadá                                                                            | Renovada                            |
| The Dropout                           | Drama                                             | Hulu                               | - 3 de março de 2022 - 20 de abril de 2022                                             | 8 episódios                | 45–55 min. | Todos os mercados                                                                 | Minissérie                          |
| The Hardy Boys                        | Drama adolescente de mistério                     | - Hulu - YTV                       | - 6 de abril de 2022 - 14 de dezembro de 2022                                          | 2 temporadas, 23 episódios | 40–46 min. | Todos os mercados, exceto Canadá                                                  | Renovada                            |
| Pistol                                | Drama biográfico                                  | FX on Hulu                         | - 31 de maio de 2022 - 6 de julho de 2022 - 17 de julho de 2022 - 19 de agosto de 2022 | 6 episódios                | 46–57 min. | Todos os mercados                                                                 | Minissérie                          |
| The Orville (3ª temporada)            | Comédia dramática de ficção científica            | - Fox (temp. 1–2) - Hulu (temp. 3) | - 2 de junho de 2022 - 10 de agosto de 2022                                            | 3 temporadas, 36 episódios | 43–87 min. | Territórios selecionados                                                          | Pendente                            |
| Under the Banner of Heaven            | Drama criminal                                    | FX on Hulu                         | - 8 de junho de 2022 - 3 de agosto de 2022                                             | 7 episódios                | 63–88 min. | Todos os mercados                                                                 | Minissérie                          |
| The Old Man                           | Thriller de ação                                  | FX                                 | - 13 de julho de 2022 - 19 de agosto de 2022 - 28 de setembro de 2022                  | 1 temporada, 7 episódios   | 60–64 min. | Todos os mercados, exceto Canadá                                                  | Renovada                            |
| Candy                                 | Drama de true crime                               | Hulu                               | - 27 de julho de 2022 - 10 de agosto de 2022 - 12 de outubro de 2022                   | 5 episódios                | 48−55 min. | Todos os mercados                                                                 | Minissérie                          |
| Mike                                  | Drama biográfico                                  | Hulu                               | 25 de agosto de 2022                                                                   | 8 episódios                | 21–33 min. | Todos os mercados                                                                 | Minissérie                          |
| The Patient                           | Thriller psicológico                              | FX on Hulu                         | - 30 de agosto de 2022 - 30 de novembro de 2022                                        | 10 episódios               | 21–46 min. | Todos os mercados                                                                 | Minissérie                          |
| Tell Me Lies                          | Drama romântico                                   | Hulu                               | 7 de setembro de 2022                                                                  | 1 temporada, 10 episódios  | 45–53 min. | Todos os mercados                                                                 | Renovada                            |
| Reasonable Doubt                      | Drama legal                                       | Hulu                               | 27 de setembro de 2022                                                                 | 1 temporada, 9 episódios   | 46–55 min. | Todos os mercados                                                                 | Pendente                            |
| Fleishman Is in Trouble               | Drama                                             | FX on Hulu                         | 17 de novembro de 2022                                                                 | 8 episódios                | 47–52 min. | Todos os mercados                                                                 | Minissérie                          |
| Welcome to Chippendales               | Drama biográfico                                  | Hulu                               | 22 de novembro de 2022                                                                 | 8 episódios                | 39–46 min. | Todos os mercados                                                                 | Minissérie                          |
| Criminal Minds (16ª temporada)        | Drama criminal                                    | Paramount+                         | 24 de novembro de 2022                                                                 | 1 temporada, 10 episódios  | 44–56 min. | Todos os mercados                                                                 | 16ª temporada em exibição; Renovada |
| Alaska Daily                          | Drama                                             | ABC                                | - 4 de janeiro de 2023 - 8 de fevereiro de 2023                                        | 1 temporada, 10 episódios  | 42–44 min. | Territórios selecionados                                                          | Pendente                            |
| Kindred                               | Drama de ficção científica                        | FX on Hulu                         | 8 de fevereiro de 2023                                                                 | 1 temporada, 8 episódios   | 36–54 min  | Todos os mercados                                                                 | Finalizada                          |
| True Lies                             | Drama de ação                                     | CBS                                | 1 de março de 2023                                                                     | 1 temporada, 10 episódios  | 42–44 min. | Territórios selecionados                                                          | Pendente                            |
| Aguardando lançamento                 |                                                   |                                    |                                                                                        |                            |            |                                                                                   |                                     |
| Will Trent                            | Drama policial                                    | ABC                                | 8 de março de 2023                                                                     | 1 temporada, 13 episódios  | 42–44 min. | Territórios selecionados                                                          | Pendente                            |
| The Watchful Eye                      | Drama de suspense e mistério                      | Freeform                           | 29 de março de 2023                                                                    | 1 temporada, 10 episódios  | 42–44 min. | Territórios selecionados                                                          | Pendente                            |

#### Comédia
| Título                        | Gênero                        | Emissora original | Estreia                                                                             | Temporadas                  | Duração    | Região(ões) exclusiva(s)                                                       | Estado                                                    |
| ----------------------------- | ----------------------------- | ----------------- | ----------------------------------------------------------------------------------- | --------------------------- | ---------- | ------------------------------------------------------------------------------ | --------------------------------------------------------- |
| High Fidelity                 | Comédia romântica             | Hulu              | - 23 de fevereiro de 2021 - 26 de janeiro de 2022                                   | 1 temporada, 10 episódios   | 26–34 min. | Territórios selecionados                                                       | Finalizada                                                |
| Atlanta                       | Comédia dramática surreal     | FX                | 23 de fevereiro de 2021                                                             | 4 temporadas, 41 episódios  | 23–35 min. | Territórios selecionados                                                       | Finalizada                                                |
| Dollface                      | Comédia                       | Hulu              | - 5 de março de 2021 - 9 de abril de 2021 - 16 de abril de 2021                     | 2 temporadas, 20 episódios  | 22–32 min. | Reino Unido, Irlanda, Itália, França, Bélgica, Noruega, Suécia e Leste Europeu | Finalizada                                                |
| Love in Time of Corona        | Comédia romântica             | Freeform          | - 12 de março de 2021 - 26 de março de 2021 - 2 de abril de 2021                    | 4 episódios                 | 27–35 min. | Territórios selecionados                                                       | Minissérie                                                |
| Grown-ish                     | Comédia dramática adolescente | Freeform          | - 23 de abril de 2021 - 30 de abril de 2021 - 30 de julho de 2021                   | 3 temporadas, 51 episódios  | 20–23 min. | Territórios selecionados                                                       | Renovada                                                  |
| American Housewife            | Sitcom                        | ABC               | 14 de maio de 2021                                                                  | 5 temporadas, 103 episódios | 20–21 min. | Territórios selecionados                                                       | Finalizada                                                |
| Last Man Standing             | Sitcom                        | ABC/Fox           | 28 de julho de 2021                                                                 | 9 temporadas, 194 episódios | 21 min.    | Territórios selecionados                                                       | Finalizada                                                |
| Mixed-ish                     | Sitcom histórica              | ABC               | 18 de agosto de 2021                                                                | 2 temporadas, 36 episódios  | 19–21 min. | Territórios selecionados                                                       | Finalizada                                                |
| Only Murders in the Building  | Comédia                       | Hulu              | 31 de agosto de 2021                                                                | 2 temporadas, 20 episódios  | 26–35 min. | Todos os mercados                                                              | Renovada                                                  |
| Reservation Dogs              | Comédia                       | FX on Hulu        | - 1 de setembro de 2021 - 15 de setembro de 2021 - 13 de outubro de 2021            | 2 temporadas, 18 episódios  | 24–32 min. | Todos os mercados, exceto Austrália                                            | Renovada                                                  |
| Dave                          | Comédia                       | FXX               | - 22 de setembro de 2021 - 5 de abril de 2023                                       | 2 temporadas, 20 episódios  | 24–32 min. | Todos os mercados                                                              | 3ª temporada com estreia prevista para 5 de abril de 2023 |
| What We Do in the Shadows     | Mocumentário de terror        | FX                | 1 de outubro de 2021                                                                | 4 temporadas, 40 episódios  | 22–30 min. | Territórios selecionados                                                       | Renovada                                                  |
| The Wonder Years              | Comédia de amadurecimento     | ABC               | 22 de dezembro de 2021                                                              | 1 temporada, 22 episódios   | 21–22 min. | Territórios selecionados                                                       | Renovada                                                  |
| Single Drunk Female           | Comédia                       | Freeform          | - 26 de janeiro de 2022 - 6 de abril de 2022                                        | 1 temporada, 10 episódios   | 20–25 min. | Territórios selecionados                                                       | Renovada                                                  |
| Abbott Elementary             | Sitcom mocumentário           | ABC               | 26 de janeiro de 2022                                                               | 1 temporada, 13 episódios   | 21–22 min. | Territórios europeus selecionados, Singapura, Austrália e Nova Zelândia        | Renovada                                                  |
| How I Met Your Father         | Sitcom                        | Hulu              | - 9 de março de 2022 - 11 de maio de 2022 - 25 de maio de 2022 - 8 de junho de 2022 | 1 temporada, 10 episódios   | 22–25 min. | Todos os mercados                                                              | Renovada                                                  |
| Life & Beth                   | Comédia dramática             | Hulu              | - 18 de março de 2022 - 18 de maio de 2022                                          | 1 temporada, 10 episódios   | 24–32 min. | Todos os mercados                                                              | Renovada                                                  |
| The Bear                      | Comédia dramática             | FX on Hulu        | - 3 de agosto de 2022 - 31 de agosto de 2022 - 5 de outubro de 2022                 | 1 temporada, 8 episódios    | 20–47 min. | Todos os mercados                                                              | Renovada                                                  |
| Maggie                        | Sitcom                        | Hulu              | 10 de agosto de 2022                                                                | 1 temporada, 13 episódios   | 23–24 min. | Todos os mercados                                                              | Finalizada                                                |
| Reboot                        | Comédia                       | Hulu              | - 20 de setembro de 2022 - 2 de novembro de 2022                                    | 1 temporada, 8 episódios    | 22–33 min. | Territórios selecionados                                                       | Pendente                                                  |
| Not Dead Yet                  | Comédia                       | ABC               | 9 de fevereiro de 2023                                                              | 1 temporada, 4 episódios    | 20–22 min. | Austrália e Nova Zelândia                                                      | 1ª temporada em exibição                                  |
| Aguardando lançamento         |                               |                   |                                                                                     |                             |            |                                                                                |                                                           |
| History of the World, Part II | Comédia de esquetes           | Hulu              | 6 de março de 2023                                                                  | 1 temporada, 8 episódios    | TBA        | Territórios selecionados                                                       | Pendente                                                  |

#### Animação

##### Animação adulta
| Título          | Gênero                                       | Emissora original | Estreia                                                                                  | Temporadas                                | Duração    | Região(ões) exclusiva(s)                        | Estado     |
| --------------- | -------------------------------------------- | ----------------- | ---------------------------------------------------------------------------------------- | ----------------------------------------- | ---------- | ----------------------------------------------- | ---------- |
| Cake            | Série de antologia psicodélica               | FXX               | - 23 de fevereiro de 2021 - 9 de março de 2022                                           | 5 temporadas, 47 episódios (+8 especiais) | 22 min.    | Territórios selecionados                        | Pendente   |
| Solar Opposites | Sitcom de ficção científica                  | Hulu              | 23 de fevereiro de 2021                                                                  | 2 temporadas, 17 episódios                | 22 min.    | Todos os mercados                               | Renovada   |
| Bless the Harts | Sitcom                                       | Fox               | - 2 de abril de 2021 - 7 de junho de 2021 - 11 de agosto de 2021 - 3 de novembro de 2021 | 2 temporadas, 34 episódios                | 22 min.    | Territórios selecionados                        | Finalizada |
| M.O.D.O.K.      | Comédia de ficção científica de super-heróis | Hulu              | 21 de maio de 2021                                                                       | 1 temporada, 10 episódios                 | 22 min.    | Todos os mercados                               | Finalizada |
| The Great North | Sitcom                                       | Fox               | - 29 de setembro de 2021 - 16 de junho de 2022                                           | 2 tempordas, 33 episódios                 | 22–27 min. | Territórios selecionados                        | Renovada   |
| Hit-Monkey      | Comédia de ficção científica de super-heróis | Hulu              | 26 de janeiro de 2022                                                                    | 1 temporada, 10 episódios                 | 22–27 min. | Todos os mercados                               | Renovada   |
| Little Demon    | Sitcom                                       | FXX               | 21 de setembro de 2022                                                                   | 1 temporada, 10 episódios                 | 22–26 min. | Reino Unido, Irlanda, Austrália e Nova Zelândia | Pendente   |
| Koala Man       | Comédia de super-heróis                      | Hulu              | 9 de janeiro de 2023                                                                     | 1 temporada, 8 episódios                  | 23–24 min. | Todos os mercados                               | Pendente   |

##### Anime
| Título                                                           | Gênero                             | Emissora original                            | Estreia                                                          | Temporadas                                                                 | Duração                                                     | Idioma            | Região(ões) exclusiva(s)                | Estado                                          |
| ---------------------------------------------------------------- | ---------------------------------- | -------------------------------------------- | ---------------------------------------------------------------- | -------------------------------------------------------------------------- | ----------------------------------------------------------- | ----------------- | --------------------------------------- | ----------------------------------------------- |
| Platinum End                                                     | Thriller sobrenatural              | TBS, BS11, RKK, KBC, TUF, CBC, HBC, tbc, IBC | 25 de fevereiro de 2022                                          | 24 episódios                                                               | 24 min.                                                     | Japonês           | Hong Kong, Singapura e Taiwan           | Minissérie                                      |
| Black Rock Shooter: Dawn Fall                                    | Ação/Ficção científica             | Tokyo MX, BS11, KBS Kyoto, SUN, TV Aichi     | - 3 de abril de 2022 - 25 de maio de 2022 - 14 de agosto de 2022 | 1 temporada, 12 episódios                                                  | 26 min.                                                     | Japonês           | Todos os mercados, exceto Japão         | Finalizada                                      |
| Dance Dance Danseur                                              | Drama de amadurecimento            | MBS, TBS, JNN, BS Asahi, AT-X                | - 8 de abril de 2022 - 25 de maio de 2022 - 28 de agosto de 2022 | 1 temporada, 11 episódios                                                  | 24 min.                                                     | Japonês           | Todos os mercados da Ásia, exceto Japão | Finalizada                                      |
| Summer Time Rendering                                            | Drama de suspense                  | Tokyo MX, BS11, Kansai TV                    | - 15 de abril de 2022 - 1 de junho de 2022 - 20 de julho de 2022 | 25 episódios                                                               | 24 min.                                                     | Japonês           | Todos os mercados, exceto Japão         | Minissérie                                      |
| Tomodachi Game                                                   | Thriller psicológico               | Nippon TV, BS Nittere, KKT, AT-X             | 8 de junho de 2022                                               | 1 temporada, 12 episódios                                                  | 24 min.                                                     | Japonês           | Todos os mercados da Ásia, exceto Japão | Finalizada                                      |
| Aoashi                                                           | Drama de esporte de amadurecimento | NHK E                                        | - 8 de junho de 2022 - 27 de julho de 2022                       | 1 temporada, 15 episódios                                                  | 24 min.                                                     | Japonês           | Todos os mercados da Ásia, exceto Japão | Finalizada                                      |
| The Devil Is a Part-Timer! (2ª temporada)                        | Comédia de fantasia                | Tokyo MX, BS11, MBS, AT-X                    | 14 de julho de 2022                                              | 1 temporada, 12 episódios                                                  | 24 min.                                                     | Japonês           | Japão                                   | Renovada                                        |
| Is It Wrong to Try to Pick Up Girls in a Dungeon? (4ª temporada) | Comédia de fantasia                | Tokyo MX, SUN, KBS, BS11, AT-X, TV Aichi     | 24 de agosto de 2022                                             | 1 temporada, 2 partes 11 episódios para parte 1 TBA episódios para parte 2 | Todos os mercados da Ásia, exceto Japão, Hong Kong e Taiwan | 24 min.           | Japonês                                 | Parte 2 em exibição                             |
| Bleach: Thousand-Year Blood War                                  | Aventura sobrenatural              | TV Tokyo                                     | 10 de outubro de 2022                                            | 1 temporada, 52 episódios                                                  | 24 min.                                                     | Japonês           | Todos os mercados, exceto Ásia          | Parte 2 com estreia prevista para julho de 2023 |
| Tokyo Revengers (2ª temporada)                                   | Drama de ação e fantasia           | MBS, TV Tokyo, AT-X                          | 8 de janeiro de 2023                                             | 4 partes, 52 episódios                                                     | 24 min.                                                     | Todos os mercados | Japonês                                 | 2ª temporada em exibição                        |

##### Crianças e família
| Título                  | Emissora original                                  | Estreia                                        | Temporadas   | Duração | Idioma | Região(ões) exclusiva(s) | Estado                   |
| ----------------------- | -------------------------------------------------- | ---------------------------------------------- | ------------ | ------- | ------ | ------------------------ | ------------------------ |
| The Beachbuds           | Disney+ Hotstar                                    | 12 de novembro de 2021                         | 52 episódios | 11 min. | Inglês | Singapura                | Minissérie               |
| Ejen Ali (3ª temporada) | - TV3 (temp 1–2) - Disney+ Hotstar (temp 3; atual) | - 25 de junho de 2022 - 17 de novembro de 2022 | TBA          | TBA     | Malaio | Singapura e Filipinas    | 3ª temporada em exibição |

#### Em idioma diferente do inglês

##### Coreano
| Título                            | Gênero                         | Emissora original | Estreia                                           | Temporadas                | Duração     | Região(ões) exclusiva(s) | Estado     |
| --------------------------------- | ------------------------------ | ----------------- | ------------------------------------------------- | ------------------------- | ----------- | ------------------------ | ---------- |
| Snowdrop                          | Humor negro romântico          | JTBC              | - 18 de dezembro de 2021 - 9 de fevereiro de 2022 | 16 episódios              | 74–100 min. | Territórios selecionados | Minissérie |
| Crazy Love                        | Humor negro romântico          | KBS2              | 7 de março de 2022                                | 16 episódios              | 62–69 min.  | Ásia-Pacífico            | Minissérie |
| Going to You at a Speed of 493 km | Drama esportivo romântico      | KBS2              | - 27 de abril de 2022 - 4 de maio de 2022         | 16 episódios              | 62–70 min.  | Ásia-Pacífico            | Minissérie |
| Bloody Heart                      | Drama de época romântico       | KBS2              | - 2 de maio de 2022 - 10 de maio de 2022          | 16 episódios              | 64–71 min.  | Ásia-Pacífico            | Minissérie |
| Doctor Lawyer                     | Médica/Drama legal             | MBC               | 3 de junho de 2022                                | 16 episódios              | 63–64 min.  | Ásia-Pacífico            | Minissérie |
| LINK: Eat, Love, Kill             | Dramédia de fantasia romântica | tvN/Coreia do Sul | - 6 de junho de 2022 - 13 de junho de 2022        | 16 episódios              | 60–72 min.  | Ásia-Pacífico            | Minissérie |
| Adamas                            | Drama de fantasia              | tvN               | 27 de julho de 2022                               | 16 episódios              | 65–78 min.  | Ásia-Pacífico            | Minissérie |
| Big Mouth                         | Thriller criminal de fantasia  | MBC               | 29 de julho de 2022                               | 16 episódios              | 63–74 min.  | Territórios selecionados | Minissérie |
| The Golden Spoon                  | Drama de fantasia              | MBC               | 23 de setembro de 2022                            | 16 episódios              | 68–80 min.  | Ásia-Pacífico            | Minissérie |
| One Dollar Lawyer                 | Dramédia legal                 | SBS TV            | 23 de setembro de 2022                            | 16 episódios              | 58–74 min.  | Ásia-Pacífico            | Minissérie |
| The First Responders              | Thriller criminal de ação      | SBS TV            | 12 de novembro de 2022                            | 1 temporada, 12 episódios | TBA         | Territórios selecionados | Renovada   |

##### Espanhol
| Título                                 | Gênero                | Emissora original | Estreia                 | Temporadas                | Duração    | Região(ões) exclusiva(s) | Estado     |
| -------------------------------------- | --------------------- | ----------------- | ----------------------- | ------------------------- | ---------- | ------------------------ | ---------- |
| No fue mi culpa: México                | Drama                 | Star+             | 23 de março de 2022     | 10 episódios              | 38–47 min. | Territórios selecionados | Minissérie |
| Terapia Alternativa                    | Comédia dramática     | Star+             | 6 de abril de 2022      | 10 episódios              | 31–44 min. | Territórios selecionados | Renovada   |
| El galán. La TV cambió, él no          | Comédia               | Star+             | 8 de junho de 2022      | 1 temporada, 12 episódios | 28–39 min. | Territórios selecionados | Renovada   |
| Santa Evita                            | Drama                 | Star+             | 26 de julho de 2022     | 7 episódios               | 36–47 min. | Territórios selecionados | Minissérie |
| El repatriado                          | Drama                 | Star+             | 21 de setembro de 2022  | 1 temporada, 10 episódios | 33–45 min. | Territórios selecionados | Pendente   |
| Limbo                                  | Drama                 | Star+             | 28 de setembro de 2022  | 1 temporada, 10 episódios | 34–43 min. | Territórios selecionados | Renovada   |
| El encargado                           | Comédia dramática     | Star+             | 26 de outubro de 2022   | 1 temporada, 11 episódios | 28–32 min. | Territórios selecionados | Renovada   |
| Robo mundial                           | Comédia dramática     | Star+             | 9 de novembro de 2022   | 6 episódios               | 25–33 min. | Territórios selecionados | Minissérie |
| El heredero: la dinastía del freestyle | Reality de competição | Star+             | 20 de janeiro de 2023   | 1 temporada, 20 episódios | 33–43 min  | Territórios selecionados | Pendente   |
| El comandante Fort                     | Docussérie biográfica | Star+             | 25 de janeiro de 2023   | 4 episódios               | 35–62 min. | Territórios selecionados | Minissérie |
| Horario estelar                        | Thriller              | Star+             | 15 de fevereiro de 2023 | 1 temporada, 10 episódios | 33–44 min. | Territórios selecionados | Pendente   |
| Hache: Lo que no se nombra             | Revista de notícias   | Star+             | 22 de fevereiro de 2023 | 1 temporada, 7 episódios  | 25–35 min. | Territórios selecionados | Pendente   |
| Aguardando lançamento                  |                       |                   |                         |                           |            |                          |            |
| El grito de las mariposas              | Drama                 | Star+             | 8 de março de 2023      | 1 temporada, 13 episódios | 45 min.    | Territórios selecionados | Pendente   |

##### Japonês
| Título                                 | Gênero                                  | Emissora original | Estreia                                                                 | Temporadas                | Duração    | Região(ões) exclusiva(s) | Estado     |
| -------------------------------------- | --------------------------------------- | ----------------- | ----------------------------------------------------------------------- | ------------------------- | ---------- | ------------------------ | ---------- |
| Tokyo MER: Mobile Emergency Room       | Drama médico                            | TBS               | - 27 de outubro de 2021 - 12 de novembro de 2021 - 5 de janeiro de 2022 | 11 episódios              | 46–60 min. | Ásia-Pacífico            | Minissérie |
| My Family                              | Drama familiar                          | TBS               | - 25 de maio de 2022 - 19 de agosto de 2022                             | 10 episódios              | 54 min.    | Todos os mercados        | Minissérie |
| The Files of Young Kindaichi           | Mistério/drama de suspense              | Nippon TV         | - 24 de abril de 2022 - 1 de junho de 2022                              | 1 temporada, 10 episódios | 46–69 min. | Todos os mercados        | Pendente   |
| Tomorrow, I'll Be Someone's Girlfriend | Drama romântico                         | MBS/TBS           | - 27 de abril de 2022 - 15 de junho de 2022                             | 12 episódios              | 24 min.    | Todos os mercados        | Minissérie |
| Atom's Last Shot                       | Drama de indústria de jogos eletrônicos | TBS               | 16 de outubro de 2022                                                   | 9 episódios               | TBA        | Territórios selecionados | Minissérie |
| Yakuza Lover                           | Drama romântico                         | MBS               | 27 de outubro de 2022                                                   | 10 episódios              | TBA        | Territórios selecionados | Minissérie |

##### Português
| Título        | Gênero                      | Emissora original      | Estreia                  | Temporadas               | Duração           | Região(ões) exclusiva(s) | Estado   |
| ------------- | --------------------------- | ---------------------- | ------------------------ | ------------------------ | ----------------- | ------------------------ | -------- |
| Insânia       | Terror/Suspense psicológico | Star+                  | 26 de janeiro de 2021    | 1 temporada, 8 episódios | 32–38 min.        | Todos os mercados        | Renovada |
| O Rei da TV   | Drama biográfico            | Star+                  | 19 de outubro de 2022    | 1 temporada, 8 episódios | 34–62 min.        | Todos os mercados        | Renovada |
| Santo Maldito | Drama de suspense           | 8 de fevereiro de 2023 | 1 temporada, 8 episódios | 32–42 min.               | Todos os mercados | Pendente                 |          |

##### Outros
| Título                           | Gênero                            | Emissora original      | Estreia                                       | Temporadas               | Duração    | Região(ões) exclusiva(s) | Idioma             | Estado     |
| -------------------------------- | --------------------------------- | ---------------------- | --------------------------------------------- | ------------------------ | ---------- | ------------------------ | ------------------ | ---------- |
| War of the Worlds (2ª temporada) | Ficção científica/Pós-apocalítico | - Canal+ - FOX         | 16 de julho de 2021                           | 1 temporada, 8 episódios | 48–50 min. | Reino Unido e Irlanda    | - Inglês - Francês | Renovada   |
| Anita (Director's Cut)           | Musical/Cinebiografia             | Lançamento nos cinemas | - 2 de fevereiro de 2022 - 9 de março de 2022 | 5 episódios              | 45 min.    | Todos os mercados        | Cantonês           | Minissérie |
| Mendua (Between Two Hearts)      | Thriller de romance               | Disney+ Hotstar        | 17 de dezembro de 2022                        | TBA                      | TBA        | Singapura e Filipinas    | Indonésio          | Pendente   |
| Special Force: Anarchy           | Thriller de ação                  | Disney+ Hotstar        | 14 de janeiro de 2023                         | 8 episódios              | TBA        | Singapura e Filipinas    | Malaio             | Minissérie |

#### Sem roteiro

##### Docussérie
| Título                                          | Gênero                      | Emissora original | Estreia                                                                                 | Temporadas                | Duração    | Região(ões) exclusiva(s)                                                                    | Estado     |
| ----------------------------------------------- | --------------------------- | ----------------- | --------------------------------------------------------------------------------------- | ------------------------- | ---------- | ------------------------------------------------------------------------------------------- | ---------- |
| Pride                                           | Direitos LGBT               | FX                | 25 de junho de 2021                                                                     | 6 episódios               | 41–46 min. | Territórios selecionados                                                                    | Minissérie |
| McCartney 3,2,1                                 | Música                      | Hulu              | - 16 de julho de 2021 - 25 de agosto de 2021                                            | 6 episódios               | 27–31 min. | Territórios selecionados                                                                    | Minissérie |
| Hip Hop Uncovered                               | Hip hop                     | FX                | - 16 de julho de 2021 - 21 de julho de 2021 - 23 de julho de 2021 - 6 de agosto de 2021 | 6 episódios               | 53–60 min. | Austrália, Nova Zelândia, Portugal, Itália, Alemanha, Áustria, Reino Unido, Irlanda e Suíça | Minissérie |
| A Wilderness of Error                           | True crime                  | FX                | - 25 de junho de 2021 - 6 de agosto de 2021 - 18 de agosto de 2021                      | 5 episódios               | 40–61 min. | Territórios selecionados                                                                    | Minissérie |
| Superstar                                       | Cultura dos Estados Unidos  | ABC               | 18 de abril de 2022                                                                     | 7 episódios               | 42 min.    | Reino Unido e Irlanda                                                                       | Minissérie |
| Have You Seen This Man?                         | True crime                  | Hulu              | 22 de junho de 2022                                                                     | 3 episódios               | 37–41 min. | Territórios selecionados                                                                    | Minissérie |
| Captive Audience: A Real American Horror Story  | Paranormal                  | Hulu              | 6 de julho de 2022                                                                      | 3 episódios               | 42–49 min. | Territórios selecionados                                                                    | Minissérie |
| City of Angels \| City of Death                 | True crime                  | Hulu              | 20 de julho de 2022                                                                     | 6 episódios               | 40–46 min. | Territórios selecionados                                                                    | Minissérie |
| Wild Crime                                      | True crime                  | Hulu              | 20 de julho de 2022                                                                     | 1 temporada, 4 episódios  | 39–41 min. | Territórios selecionados                                                                    | Renovada   |
| Welcome to Wrexham                              | Esportes                    | FX                | - 25 de agosto de 2022                                                                  | 1 temporada, 18 episódios | 20–47 min. | Territórios selecionados                                                                    | Renovada   |
| Mormon No More                                  | Direitos LGBT               | Hulu              | 12 de outubro de 2022                                                                   | 4 episódios               | 49–51 min. | Territórios selecionados                                                                    | Minissérie |
| Let the World See                               | História dos Estados Unidos | ABC               | 12 de outubro de 2022                                                                   | 3 episódios               | 20–41 min. | Territórios selecionados                                                                    | Minissérie |
| The Captain                                     | Esportes                    | - ESPN - ESPN+    | 12 de outubro de 2022                                                                   | 7 episódios               | 49–51 min. | Territórios selecionados                                                                    | Minissérie |
| Keep This Between Us                            | True crime                  | Freeform          | 16 de novembro de 2022                                                                  | 4 episódios               | 43–44 min. | Territórios selecionados                                                                    | Minissérie |
| Legacy: The True Story of the LA Lakers         | Esportes                    | Hulu              | 23 de novembro de 2022                                                                  | 10 episódios              | 47–66 min. | Territórios selecionados                                                                    | Minissérie |
| The Murders Before the Marathon                 | True crime                  | Hulu              | 23 de novembro de 2022                                                                  | 3 episódios               | 42–47 min. | Territórios selecionados                                                                    | Minissérie |
| Children of the Underground                     | True crime                  | FX                | 7 de dezembro de 2022                                                                   | 5 episódios               | 45–54 min. | Territórios selecionados                                                                    | Minissérie |
| The Come Up                                     | Docu-soap                   | Freeform          | 7 de dezembro de 2022                                                                   | 8 episódios               | 21 min.    | Territórios selecionados                                                                    | Minissérie |
| The Deep End                                    | Biografia                   | Freeform          | 28 de dezembro de 2022                                                                  | 4 episódios               | 43–45 min. | Territórios selecionados                                                                    | Minissérie |
| Death in the Dorms                              | True crime                  | Hulu              | 5 de janeiro de 2023                                                                    | 6 episódios               | 55–56 min. | Territórios selecionados                                                                    | Minissérie |
| How I Caught My Killer                          | True crime                  | Hulu              | 12 de janeiro de 2023                                                                   | 9 episódios               | 42–50 min. | Territórios selecionados                                                                    | Minissérie |
| Killing County                                  | True crime                  | Hulu              | 8 de fevereiro de 2023                                                                  | 3 episódios               | 46–47 min. | Territórios selecionados                                                                    | Minissérie |
| Stolen Youth: Inside the Cult at Sarah Lawrence | True crime                  | Hulu              | 9 de fevereiro de 2023                                                                  | 3 episódios               | 63–74 min  | Territórios selecionados                                                                    | Minissérie |
| The Hair Tales                                  | Beleza                      | - OWN - Hulu      | 15 de fevereiro de 2023                                                                 | 1 temporada, 6 episódios  | 41 min.    | Territórios selecionados                                                                    | Pendente   |
| Web of Death                                    | True crime                  | Hulu              | 22 de fevereiro de 2023                                                                 | 6 episódios               | 45–60 min. | Territórios selecionados                                                                    | Minissérie |
| Aguardando lançamento                           |                             |                   |                                                                                         |                           |            |                                                                                             |            |
| Dear Mama                                       | Biografia                   | FX                | 21 de abril de 2023                                                                     | 1 temporada, 5 episódios  | TBA        | Todos os mercados                                                                           | Minissérie |

##### Reality
| Título             | Gênero                  | Emissora original | Estreia                                                                  | Temporadas                 | Duração    | Região(ões) exclusiva(s)                                           | Estado   |
| ------------------ | ----------------------- | ----------------- | ------------------------------------------------------------------------ | -------------------------- | ---------- | ------------------------------------------------------------------ | -------- |
| The D'Amelio Show  | Reality show            | Hulu              | - 3 de setembro de 2021 - 15 de setembro de 2021 - 13 de outubro de 2021 | 2 temporadas, 18 episódios | 23–47 min. | Todos os mercados, exceto Japão, Coreia do Sul, Taiwan e Hong Kong | Pendente |
| The Kardashians    | Reality show            | Hulu              | - 14 de abril de 2022 - 13 de julho de 2022                              | 2 temporadas, 20 episódios | 40–49 min. | Todos os mercados                                                  | Renovada |
| Best in Dough      | Competição de culinária | Hulu              | 19 de setembro de 2022                                                   | 1 temporada, 10 episódios  | 33–34 min. | Todos os territórios                                               | Pendente |
| Chefs vs. Wild     | Competição de culinária | Hulu              | 1 de fevereiro de 2023                                                   | 1 temporada, 8 episódios   | 39–41 min  | Todos os territórios                                               | Pendente |
| Back in the Groove | Competição de namoro    | Hulu              | 8 de fevereiro de 2023                                                   | 1 temporada, 8 episódios   | 45–57 min. | Todos os territórios                                               | Pendente |

##### Variedades
| Título        | Gênero    | Emissora original | Estreia                                          | Temporadas               | Duração    | Região(ões) exclusiva(s) | Estado     |
| ------------- | --------- | ----------------- | ------------------------------------------------ | ------------------------ | ---------- | ------------------------ | ---------- |
| The Choe Show | Talk show | FX                | - 8 de dezembro de 2021 - 29 de dezembro de 2021 | 1 temporada, 4 episódios | 22–30 min. | Territórios selecionados | Finalizada |

## Filmes originais

### Originais Star

#### Feature films
| Título                   | Gênero  | Data de lançamento                               | Duração          | Região(ões) exclusiva(s)          | Idioma |
| ------------------------ | ------- | ------------------------------------------------ | ---------------- | --------------------------------- | ------ |
| Recep İvedik 7           | Comédia | - 9 de dezembro de 2022 - 23 de dezembro de 2022 | 2 horas, 13 min. | Territórios europeus selecionados | Turco  |
| New Year's Eve           | Comédia | 30 de dezembro de 2022                           | 2 horas, 21 min. | Territórios europeus selecionados | Turco  |
| The Nightingale of Bursa | Comédia | 13 de janeiro de 2023                            | 2 horas          | Territórios europeus selecionados | Turco  |

#### Curtas
| Título                                                     | Gênero       | Data de lançamento  | Duração | Idioma | Região(ões) exclusiva(s) |
| ---------------------------------------------------------- | ------------ | ------------------- | ------- | ------ | ------------------------ |
| UNLOCK MORE ENTERTAINMENT: with 16+ & 18+ content settings | Instrucional | 19 de julho de 2021 | 42 sec. | Inglês | Reino Unido e Irlanda    |

### Distribuição internacional exclusiva

#### Longas
| Título                 | Gênero                        | Data de lançamento                                              | Duração         | Idioma | Região(ões) exclusiva(s)                                                                  | Estúdio               |
| ---------------------- | ----------------------------- | --------------------------------------------------------------- | --------------- | ------ | ----------------------------------------------------------------------------------------- | --------------------- |
| Nomadland              | Drama                         | - 9 de abril de 2021 - 30 de abril de 2021                      | 1 hora, 48 min. | Inglês | Territórios selecionados                                                                  | Searchlight Pictures  |
| Vacation Friends       | Comédia                       | 27 de agosto de 2021                                            | 1 hora, 45 min. | Inglês | Todos os mercados, exceto Japão e Coreia do Sul                                           | 20th Century Studios  |
| Books of Blood         | Terror de antologia           | 29 de outubro de 2021                                           | 1 hora, 47 min. | Inglês | Austrália, Nova Zelândia, Alemanha, Áustria, Suíça, França, Reino Unido, Irlanda e Canadá | Touchstone Television |
| No Exit                | Thriller de Suspense          | 25 de fevereiro de 2022                                         | 1 hora, 36 min. | Inglês | Todos os mercados                                                                         | 20th Century Studios  |
| Fresh                  | Thriller                      | - 4 de março de 2022 - 8 de março de 2022 - 15 de abril de 2022 | 1 hora, 57 min. | Inglês | Todos os mercados, exceto Turquia                                                         | Searchlight Pictures  |
| Sex Appeal             | Comédia romântica adolescente | - 18 de março de 2022 - 5 de abril de 2022 - 8 de abril de 2022 | 1 hora, 30 min. | Inglês | Austrália, Nova Zelândia, Canadá e Europa                                                 | American High         |
| Os Olhos de Tammy Faye | Drama biográfico              | - 22 de março de 2022 - 23 de março de 2022                     | 2 horas, 6 min. | Inglês | Territórios selecionados                                                                  | Searchlight Pictures  |
| Crush                  | Comédia romântica             | 29 de abril de 2022                                             | 1 hora, 33 min. | Inglês | França, Canadá, Reino Unido, Irlanda, Austrália e Nova Zelândia                           | American High         |
| The Valet              | Comédia romântica             | 20 de maio de 2022                                              | 2 horas, 4 min. | Inglês | Todos os mercados                                                                         | Pantelion Films       |
| Fire Island            | Comédia romântica             | - 3 de junho de 2022 - 17 de junho de 2022                      | 1 hora, 45 min. | Inglês | Todos os mercados                                                                         | Searchlight Pictures  |
| The Princess           | Ação de fantasia              | 1 de julho de 2022                                              | 1 hora, 34 min. | Inglês | Todos os mercados                                                                         | 20th Century Studios  |
| Not Okay               | Comédia                       | 29 de julho de 2022                                             | 1 hora, 47 min  | Inglês | Todos os mercados                                                                         | Searchlight Pictures  |
| Prey                   | Terror de ficção científica   | 5 de agosto de 2022                                             | 1 hora, 39 min. | Inglês | Todos os mercados                                                                         | 20th Century Studios  |
| Grimcutty              | Terror                        | 10 de outubro de 2022                                           | 1 hora, 41 min. | Inglês | Todos os mercados                                                                         | 20th Digital Studio   |
| Rosaline               | Comédia romântica             | 14 de outubro de 2022                                           | 1 hora, 37 min. | Inglês | Todos os mercados                                                                         | 20th Century Studios  |
| Matriarch              | Terror                        | 21 de outubro de 2022                                           | 1 hora, 25 min. | Inglês | Todos os mercados                                                                         | 20th Digital Studio   |
| Plan B                 | Comédia                       | 16 de dezembro de 2022                                          | 1 hora, 48 min. | Inglês | Todos os mercados                                                                         | American High         |
| It's a Wonderful Binge | Comédia romântica             | 16 de dezembro de 2022                                          | 1 hora, 38 min. | Inglês | Todos os mercados                                                                         | American High         |

#### Documentários
| Título                                                       | Gênero                      | Data de lançamento                                                  | Duração         | Idioma | Região(ões) exclusiva(s) |
| ------------------------------------------------------------ | --------------------------- | ------------------------------------------------------------------- | --------------- | ------ | ------------------------ |
| Summer of Soul                                               | Filme de concerto           | - 2 de julho de 2021 - 30 de julho de 2021 - 19 de novembro de 2021 | 1 hora, 57 min. | Inglês | Territórios selecionados |
| Hysterical                                                   | Comédia stand-up            | - 6 de agosto de 2021 - 5 de novembro de 2021                       | 1 hora, 27 min. | Inglês | Territórios selecionados |
| The Real Queens of Hip-Hop: The Women Who Changed the Game   | Música                      | 14 de janeiro de 2022                                               | 39 min.         | Inglês | Territórios selecionados |
| Machine Gun Kelly's Life in Pink                             | Música                      | 27 de junho de 2022                                                 | 1 hora, 41 min. | Inglês | Territórios selecionados |
| The Sinfluencer of Soho                                      | True crime                  | 22 de julho de 2022                                                 | 39 min.         | Inglês | Territórios selecionados |
| Women of 9/11: A Special Edition of 20/20 with Robin Roberts | História dos Estados Unidos | 9 de setembro de 2022                                               | 1 hora, 24 min. | Inglês | Territórios selecionados |
| Leave No Trace                                               | True crime                  | 16 de setembro de 2022                                              | 1 hora, 50 min. | Inglês | Territórios selecionados |
| Aftershock                                                   | História dos Estados Unidos | 30 de setembro de 2022                                              | 1 hora, 27 min. | Inglês | Territórios selecionados |
| God Forbid: The Sex Scandal That Brought Down a Dynasty      | True crime                  | 9 de novembro de 2022                                               | 1 hora, 49 min. | Inglês | Territórios selecionados |
| The Housewife & the Shah Shocker                             | True crime                  | 2 de dezembro de 2022                                               | 48 min.         | Inglês | Territórios selecionados |

#### Especiais
| Título                             | Gênero           | Data de lançamento                                | Duração         | Idioma | Região(ões) exclusiva(s) |
| ---------------------------------- | ---------------- | ------------------------------------------------- | --------------- | ------ | ------------------------ |
| Derek DelGaudio’s In & Of Itself   | Mentalismo       | - 31 de dezembro de 2021 - 4 de fevereiro de 2022 | 1 hora, 30 min. | Inglês | Territórios selecionados |
| The Paloni Show! Halloween Special | Sitcom animada   | 31 de outubro de 2022                             | 1 hora, 2 min.  | Inglês | Todos os mercados        |
| Kate Berlant: Cinnamon in the Wind | Comédia stand-up | 30 de dezembro de 2022                            | 45 min.         | Inglês | Territórios selecionados |

## Futura programação original

### Originais Star

#### Drama
| Título            | Gênero                        | Estreia | Temporadas                | Duração | Região(ões) exclusiva(s) | Estado          |
| ----------------- | ----------------------------- | ------- | ------------------------- | ------- | ------------------------ | --------------- |
| The Clearing      | Thriller psicológico          | TBA     | 1 temporada, 8 episódios  | TBA     | Todos os mercados        | Filmando        |
| Culprits          | Thriller policial/Humor negro | TBA     | 1 temporada, 8 episódios  | 45 min. | Todos os mercados        | Filmando        |
| Faraway Downs     | Drama histórico               | TBA     | 6 episódios               | TBA     | Todos os mercados        | Filmando        |
| The Artful Dodger | Drama                         | TBA     | 1 temporada, 8 episódios  | TBA     | Todos os mercados        | Pré-produção    |
| Rivals            | Drama                         | TBA     | 1 temporada, 8 episódios  | TBA     | Todos os mercados        | Pedido da série |
| Shardlake         | Mistério histórico            | TBA     | 1 temporada, 4 episódios  | TBA     | Todos os mercados        | Pedido da série |
| A Thousand Blows  | Drama de esportes             | TBA     | 1 temporada, 12 episódios | TBA     | Todos os mercados        | Pedido da série |

#### Comédia
| Título                     | Gênero            | Estreia | Temporadas               | Duração | Região(ões) exclusiva(s) | Estado       |
| -------------------------- | ----------------- | ------- | ------------------------ | ------- | ------------------------ | ------------ |
| The Full Monty             | Comédia dramática | TBA     | 8 episódios              | TBA     | Territórios selecionados | Filmando     |
| Last Days of the Space Age | Comédia dramática | TBA     | 1 temporada, 8 episódios | TBA     | Todos os mercados        | Pré-produção |

#### Em idioma diferente do inglês

##### Alemão
| Título       | Gênero                  | Estreia | Temporadas               | Duração | Região(ões) exclusiva(s) | Estado          |
| ------------ | ----------------------- | ------- | ------------------------ | ------- | ------------------------ | --------------- |
| German House | Minissérie de drama     | TBA     | 5 episódios              | TBA     | Pós-produção             |                 |
| Sultan City  | Thriller de humor negro | TBA     | 1 temporada, 8 episódios | 45 min. | Todos os mercados        | Pedido da série |

##### Coreano
| Título            | Gênero                     | Estreia | Temporadas | Duração | Região(ões) exclusiva(s) | Estado          |
| ----------------- | -------------------------- | ------- | ---------- | ------- | ------------------------ | --------------- |
| Moving            | Thriller de ação           | 2023    | TBA        | TBA     | Territórios selecionados | Pós-produção    |
| RACE              | Drama de local de trabalho | 2023    | TBA        | TBA     | Territórios selecionados | Pedido da série |
| The Worst of Evil | Drama criminal             | TBA     | TBA        | TBA     | Filmando                 |                 |

##### Espanhol
| Título     | Gênero | Estreia | Temporadas               | Duração | Região(ões) exclusiva(s) | Estado          |
| ---------- | ------ | ------- | ------------------------ | ------- | ------------------------ | --------------- |
| Balenciaga | Drama  | TBA     | 1 temporada, 6 episódios | 50 min. | Todos os mercados        | Pedido da série |

##### Italiano
| Título                           | Gênero                   | Estreia | Temporadas               | Duração | Região(ões) exclusiva(s) | Estado          |
| -------------------------------- | ------------------------ | ------- | ------------------------ | ------- | ------------------------ | --------------- |
| The Lions of Sicily              | Drama romântico          | TBA     | 1 temporada, 8 episódios | TBA     | Todos os mercados        | Filmando        |
| This is Not Hollywood – Avetrana | Drama de true crime      | TBA     | 1 temporada, 4 episódios | 80 min. | TBA                      | Filmando        |
| Ndrangheta, World Wide Mafia     | Docussérie de true crime | TBA     | 1 temporada, 4 episódios | TBA     | Todos os mercados        | Pedido da série |

##### Japonês
| Título                 | Gênero                             | Estreia    | Temporadas | Duração | Região(ões) exclusiva(s) | Estado          |
| ---------------------- | ---------------------------------- | ---------- | ---------- | ------- | ------------------------ | --------------- |
| Dragons of Wonderhatch | Fantasia híbrida live-action/anime | Final 2023 | TBA        | TBA     | Territórios selecionados | Filmando        |
| House of the Owl       | Drama                              | 2023       | TBA        | TBA     | Territórios selecionados | Pedido da série |

##### Turco
| Título                                    | Gênero          | Estreia | Temporadas                  | Duração | Região(ões) exclusiva(s) | Estado       |
| ----------------------------------------- | --------------- | ------- | --------------------------- | ------- | ------------------------ | ------------ |
| Série sem título de Mustafa Kemal Atatürk | Drama histórico | 2023    | 2 temporadas, 12 episódios  | TBA     | Territórios selecionados | Filmando     |
| Siyaha Bulaşan Kadınlar                   | TBA             | 2023    | TBA                         | TBA     | Territórios selecionados | Pré-produção |
| Aktrist                                   | TBA             | TBA     | TBA                         | TBA     | Territórios selecionados | Filmando     |
| Numen                                     | TBA             | TBA     | TBA                         | TBA     | Territórios selecionados | Filmando     |
| Ru                                        | TBA             | TBA     | TBA                         | TBA     | Territórios selecionados | Filmando     |
| El Turco                                  | TBA             | TBA     | TBA                         | TBA     | Territórios selecionados | Pré-produção |
| Organize İşler                            | TBA             | TBA     | 3 temporadas, TBA episódios | TBA     | Territórios selecionados | Pré-produção |
| Arayış                                    | TBA             | TBA     | TBA                         | TBA     | Territórios selecionados | Pré-produção |
| Şahsiyet (2ª temporada)                   | TBA             | TBA     | TBA                         | TBA     | Territórios selecionados | Pré-produção |
| Série sem título de Hande Erçel           | TBA             | TBA     | TBA                         | TBA     | Territórios selecionados | Pré-produção |

##### Outros
| Título      | Gênero            | Estreia       | Temporadas               | Duração | Região(ões) exclusiva(s) | Idioma   | Estado          |
| ----------- | ----------------- | ------------- | ------------------------ | ------- | ------------------------ | -------- | --------------- |
| Nemesis     | Thriller criminal | Final de 2023 | 1 temporada, 8 episódios | TBA     | Todos os mercados        | Holandês | Pedido da série |
| Kaiser Karl | Drama biográfico  | TBA           | 1 temporada, 6 episódios | TBA     | Todos os mercados        | Francês  | Pedido da série |

#### Co-produção
| Título        | Parceiro/País            | Gênero | Estreia | Temporadas | Duração | Região(ões) exclusiva(s) | Idioma   | Estado          |
| ------------- | ------------------------ | ------ | ------- | ---------- | ------- | ------------------------ | -------- | --------------- |
| Joy Of Life 2 | Drama de época romântico | TBA    | TBA     | TBA        | TBA     | Territórios selecionados | Mandarim | Pedido da série |

### Distribuição internacional exclusiva

#### Drama
| Título     | Gênero                      | Emissora original | Estreia | Temporadas               | Duração | Região(ões) exclusiva(s) | Estado          |
| ---------- | --------------------------- | ----------------- | ------- | ------------------------ | ------- | ------------------------ | --------------- |
| Shōgun     | Drama histórico             | FX on Hulu        | 2022    | TBA                      | TBA     | Todos os mercados        | Filmando        |
| The Plot   | Drama                       | Hulu              | 2022    | 8 episódios              | TBA     | Todos os mercados        | Pendente        |
| Alien      | Terror de ficção científica | FX on Hulu        | 2023    | TBA                      | TBA     | Todos os mercados        | Filmando        |
| Unprisoned | Comédia                     | Hulu              | TBA     | 1 temporada, 8 episódios | TBA     | Territórios selecionados | Pedido da série |

#### Sem roteiro
| Título                                  | Gênero                  | Emissora original | Estreia | Temporadas    | Duração    | Região(ões) exclusiva(s)          | Estado          |
| --------------------------------------- | ----------------------- | ----------------- | ------- | ------------- | ---------- | --------------------------------- | --------------- |
| Dear Mama                               | Docussérie biográfica   | FX                | 2022    | TBA           | TBA        | Territórios selecionados          | Pedido da série |
| The Hair Tales                          | Docussérie sobre beleza | - OWN - Hulu      | 2022    | TBA           | TBA        | Todos os mercados                 | Pedido da série |
| Legacy: The True Story of the LA Lakers | Docussérie de esporte   | Hulu              | 2022    | 10 episoódios | 59–61 min. | Canadá, Austrália e Nova Zelândia | Pendente        |

#### Continuações
| Título                  | Gênero                              | Emissora original | Emissora anterior                                             | Estreia | Temporadas                 | Duração | Região(ões) exclusiva(s)                 | Estado       |
| ----------------------- | ----------------------------------- | ----------------- | ------------------------------------------------------------- | ------- | -------------------------- | ------- | ---------------------------------------- | ------------ |
| Futurama (8ª temporada) | Sitcom animada de ficção científica | Hulu              | - Fox (temp. 1–4) - Comedy Central (temp. 5–7) - Hulu temp. 8 | 2023    | 1 temporadas, 20 episódios | TBA     | Canadá, Austrália, Reino Unido e Irlanda | Pré-produção |

#### Em idioma diferente do inglês

##### Mandarin
| Título                              | Gênero         | Emissora original  | Estreia | Temporadas                | Duração | Região(ões) exclusiva(s) | Estado          |
| ----------------------------------- | -------------- | ------------------ | ------- | ------------------------- | ------- | ------------------------ | --------------- |
| Min's Family/A Little Mood for Love | Melodrama      | - Hunan TV - Youku | TBA     | 1 temporada, 45 episódios | 45 min. | Territórios selecionados | Pedido da série |
| A Lifelong Journey                  | Drama familiar | - CCTV-1 - iQIYI   | TBA     | 1 temporada, 60 episódios | 45 min. | Territórios selecionados | Pedido da série |

## Futuros filmes originais

### Filmes regionais originais
| Título                              | Gênero | Data de lançamento | Duração | Idioma                   | Região(ões) exclusiva(s) | Estado |
| ----------------------------------- | ------ | ------------------ | ------- | ------------------------ | ------------------------ | ------ |
| Bursa Bülbülü                       | TBA    | TBA                | TBA     | Territórios selecionados | Turco                    | TBA    |
| Recep İvedik 7                      | TBA    | TBA                | TBA     | Territórios selecionados | Turco                    | TBA    |
| Sequências sem título de Money Trap | TBA    | TBA                | TBA     | Territórios selecionados | Turco                    | TBA    |

### Distribuição internacional exclusiva
| Título                    | Gênero                      | Data de lançamento | Duração | Região(ões) exclusiva(s) | Estado             | Estúdio              |
| ------------------------- | --------------------------- | ------------------ | ------- | ------------------------ | ------------------ | -------------------- |
| Quasi                     | Drama                       | TBA                | TBA     | Todos os mercados        | Pós-produção       | Searchlight Pictures |
| Dust                      | Terror                      | TBA                | TBA     | Todos os mercados        | Filmando           | Searchlight Pictures |
| Honeymoon Friends         | Comédia                     | TBA                | TBA     | Todos os mercados        | Em desenvolvimento | 20th Century Studios |
| Filme de Alien sem título | Terror de ficção científica | TBA                | TBA     | Todos os mercados        | Em desenvolvimento | 20th Century Studios |